# Toledo District
Toledo ist die südlichste Bezirk (District) in Belize (Mittelamerika) und hat auf einer Fläche von 4413 km² rund 28.000 Einwohner (Berechnung 2006). 

## Städte und Orte
Die Bezirkshauptstadt von Toledo ist Punta Gorda.
Weitere Orte in Toledo sind: San Antonio die größte Siedlung der Mopan-Maya, die Kleinstadt San Pedro Columbia und die kleine Gemeinde Silver Creek.

## Kultur und Sehenswürdigkeiten
In Toledo befinden sich die historischen Maya-Ruinen von Lubaantun, Nim Li Punit und Uxbenka.